# Ercole e la regina di Lidia
Ercole e la regina di Lidia (Nederlandse titel: Hercules en de koningin van Lydië; Vlaamse titel: Herkules en de koningin van Lydia) is een Italiaanse film uit 1959. De film is het vervolg op Hercules (1958). Acteur Steve Reeves vertolkte wederom de rol van Hercules, en Sylva Koscina speelde zijn vrouw Iole.

## Verhaal
Tijdens zijn rondreis wordt Hercules gevraagd om een ruzie tussen twee broers op te lossen. De twee vechten om wie er mag heersen over Thebe. Voor hij deze taak kan vervullen, drinkt Hercules water uit en magische bron en verliest hierdoor zijn geheugen. Het grootste gedeelte van de film brengt Hercules door in Queen Omphale van Lydia’s pleziertuinen. De jonge Ulysses probeert hem te helpen zijn geheugen terug te krijgen.

## Rolverdeling
| Acteur                | Personage               |
| --------------------- | ----------------------- |
| Steve Reeves          | Ercole (Hercules)       |
| Sylva Koscina         | Iole, bride of Ercole   |
| Sylvia Lopez          | Queen Omphale, of Lidia |
| Gabriele Antonini     | Ulysses, son of Laertes |
| Primo Carnera         | Antaeus, the giant      |
| Patrizia Della Rovere | Penelope                |
| Sergio Fantoni        | Eteocles                |

## Achtergrond
Buiten Italië staat de film bekend onder titels als Hercules and the Queen of Lydia, en Hercules Unchained. Onder die tweede titel werd de film bespot in de cultserie Mystery Science Theater 3000.
De plot van de film is gebaseerd op verschillende Griekse legendes en toneelstukken, voornamelijk de Zeven tegen Thebe.
De film bevindt zich tegenwoordig in het publiek domein.